# So Long Letty (film, 1929)
Pour les articles homonymes, voir So Long Letty.
Pour plus de détails, voir Fiche technique et Distribution.
So Long Letty est un film américain réalisé par Lloyd Bacon et sorti en 1929.
Le film est basé sur la comédie musicale So Long Letty, produite en 1916 par Oliver Morosco et écrite par Oliver Morosco et Elmer Harris, paroles et musique d'Earl Carroll,.

## Synopsis
Oncle Claude (Claude Gillingwater), un millionnaire excentrique, emmène ses petites-filles, Ruth et Sally (Marion Byron et Helen Foster), à la plage d'un hôtel à la mode, où il est accosté par Letty Robbins (Charlotte Greenwood).

## Fiche technique
- Titre original : So Long Letty
- Réalisation : Lloyd Bacon
- Scénario : Robert Lord, Arthur Caesar, Robert Lord, De Leon Anthony
- Photographie : James Van Trees
- Montage : Jack Killifer
- Société de production : Warner Bros.
- Société de distribution : Warner Bros.
- Pays de production :  États-Unis
- Langue originale : anglais
- Format : noir et blanc — 35 mm — 1.33:1 — son monophonique — muet — Vitaphone
- Genre : Comédie
- Durée : 64 minutes
- Date de sortie :
  - États-Unis : 16 octobre 1929

## Distribution
- Charlotte Greenwood : Letty Robbins
- Claude Gillingwater : oncle Claude Davis
- Grant Withers : Harry Miller
- Patsy Ruth Miller : Grace Miller
- Bert Roach : Tommy Robbins
- Marion Byron : Ruth Davis
- Helen Foster : Sally Davis
- Hallam Cooley : Clarence de Brie
- Harry Gribbon : Joe Casey
- Lloyd Ingraham : Juge
- Wilbur Mack : Desk Clerk (non crédité)